# Лаланд, Лилиан
Лилиа́н Лала́нд (фр. Lilian Laslandes; род. 4 сентября 1971, Пояк, Жиронда, Франция) — бывший французский футболист, нападающий известный по выступлениям за «Осер», «Бордо», «Бастию» и «Ниццу». Провёл 7 матчей за сборную Франции.

## Карьера

### Ранняя карьера
Лаланд родился в Пояке, Жиронда. Он начал свою профессиональную карьеру в довольно позднем возрасте — 20 лет. Первым его профессиональным клубов стал «Либурн», за который он забил 10 голов в 33 матчах во Втором дивизионе в сезоне 1991/1992. После чего его купил «Осер». Он провёл за клуб 125 матчей (20 из них на европейском уровне) и забил 47 голов (2 в еврокубках).
1 августа 1997 года Лаланд перешёл в «Бордо» в качестве свободного агента. После хороших выступлений в Чемпионате Франции, где он показал способность стабильно забивать голы, иностранные клубы (в том числе из Англии, Германии и Испании) начали обращать на Лаланда внимание.

### «Сандерленд»
Лаланд перешёл в английский «Сандерленд» в июне 2001 года, где Питер Рид видел в нём замену ветерану Ниллу Куинну. В СМИ было много шумихи вокруг перехода Лаланда, поскольку клуб заплатил за него 3,6 миллиона фунтов стерлингов. Он изо всех сил безуспешно пытался приспособиться как к темпу Английской Премьер-лиги, так и к стилю открытого футбола «Сандерленда». Отношения Лаланда с тренером также были испорчены В январе 2002 года, после 12 матчей в лиге и одного в Кубке лиги без голов, Лаланд был отправлен в аренду в немецкий «Кёльн», где он сыграл пять матчей, незабив голов, за что получил уничижительное прозвище «ЛаЛандеслига» (LasLandesliga; Ландеслига — название региональных лиг Германии). За этим последовала более успешная аренда в «Бастию» на сезон 2002/2003, где он забил восемь голов в 30 матчах.
Летом 2003 года Лаланд ненадолго вернулся в «Сандерленд» для предсезонной подготовки с новым тренером Миком МакКарти. Однако все стороны согласились, что у него нет будущего в клубе. Несмотря на усилия владельца клуба Боба Мюррея, огромные долги «Сандерленда» в сочетании с заработной платой Лаланда поставили его в слабую позицию на переговорах, в результате чего Лилиан был освобождён от своего контракта и перешёл в «Ниццу» в начале сезона 2003/2004.

### Возвращение в «Бордо»
«Бордо» вернул нападающего в клуб в начале сезона 2004/2005, но с возрастом он потерял прежнюю форму, забив всего девять голов в 41 матче.

### Возвращение в «Ниццу»
5 января 2007 года Лаланд подписал контракт со своим бывшим клубом «Ницца» за нераскрытую сумму. Контракт с ним был расторгнут летом 2008 года, после чего он решил уйти из профессионального футбола.

## Сборная Франции
Лаланд впервые был вызван в сборную Франции на товарищеский матч против Шотландии 12 ноября 1997 года. Он отыграл 71 минуту и был заменён Юри Джоркаеффом.
Он не попал в заявку на Чемпионат мира 1998 года, тренер сборной Эме Жаке предпочёл ему Стефана Гиварша.
Он вернулся в сборную после Чемпионата мира, в августе 1998 года, когда новый тренер Роже Лемерр вызвал его на товарищеский матч против Австрии, в котором он забил свой первый гол за сборную.
Всего за сборную провёл 7 матчей, в которых забил 3 гола.

## Гандбол
7 ноября 2008 года он присоединился к гандбольному клубу «Бордо», где отыграл восемь месяцев и закончил карьеру.

## Тренерская карьеры
После завершения карьеры Лаланд стал спортивным директором молодёжного клуба «Бордо».
В 2015 году стал тренером нападающих клуба «Ньор».
В 2017 году он стал тренером клуба «Кот-д’Аржан», играющего во Втором региональном дивизионе (7-й уровень французского футбола).

## Достижения
Осер
- Чемпион Франции: 1995/1996[4]
- Обладатель Кубка Франции: 1993/1994, 1995/1996[4]

Бордо
- Чемпион Франции: 1998/1999[4]
- Вице-чемпион Франции: 2005/2006[4]
- Финалист Кубка французской лиги: 1997/1998[4]

## Статистика выступлений

### Клубная статистика
| Клуб             | Сезон            | Лига | Лига | Кубки | Кубки | Еврокубки | Еврокубки | Итого | Итого |
| Клуб             | Сезон            | Игры | Голы | Игры  | Голы  | Игры      | Голы      | Игры  | Голы  |
| ---------------- | ---------------- | ---- | ---- | ----- | ----- | --------- | --------- | ----- | ----- |
| Либурн           | 1991/92          | 33   | 10   | -     | -     | -         | -         | 33    | 10    |
| Либурн           | Итого            | 33   | 10   | -     | -     | -         | -         | 33    | 10    |
| Осер             | 1992/93          | 19   | 9    | 1     | 0     | 4         | 1         | 24    | 10    |
| Осер             | 1993/94          | 19   | 5    | 1     | 0     | 1         | 0         | 22    | 6     |
| Осер             | 1994/95          | 26   | 11   | 3     | 0     | 6         | 0         | 35    | 11    |
| Осер             | 1995/96          | 34   | 12   | 6     | 3     | 4         | 0         | 44    | 15    |
| Осер             | 1996/97          | 27   | 10   | 4     | 2     | 5         | 1         | 36    | 13    |
| Осер             | Итого            | 158  | 57   | 16    | 6     | 20        | 2         | 194   | 65    |
| Бордо            | 1997/98          | 33   | 14   | 7     | 2     | 2         | 0         | 42    | 16    |
| Бордо            | 1998/99          | 33   | 15   | 2     | 0     | 8         | 0         | 43    | 15    |
| Бордо            | 1999/00          | 31   | 14   | 7     | 4     | 10        | 1         | 48    | 19    |
| Бордо            | 2000/01          | 22   | 4    | 1     | 0     | 8         | 3         | 31    | 7     |
| Бордо            | Итого            | 119  | 47   | 17    | 6     | 28        | 4         | 164   | 57    |
| Сандерленд       | 2001/02          | 12   | 0    | 1     | 1     | -         | -         | 13    | 1     |
| Сандерленд       | Итого            | 12   | 0    | 1     | 1     | -         | -         | 13    | 1     |
| Кёльн            | 2001/02          | 4    | 0    | 2     | 0     | -         | -         | 6     | 0     |
| Кёльн            | Итого            | 4    | 0    | 2     | 1     | -         | -         | 6     | 0     |
| Бастия           | 2002/03          | 30   | 8    | 2     | 0     | -         | -         | 32    | 8     |
| Бастия           | Итого            | 30   | 8    | 2     | 0     | -         | -         | 32    | 8     |
| Ницца            | 2003/04          | 33   | 10   | 2     | 0     | 3         | 0         | 38    | 10    |
| Ницца            | Итого            | 33   | 10   | 2     | 0     | 3         | 0         | 38    | 10    |
| Бордо            | 2004/05          | 21   | 6    | 2     | 1     | -         | -         | 23    | 7     |
| Бордо            | 2005/06          | 28   | 2    | 4     | 2     | -         | -         | 32    | 4     |
| Бордо            | 2006/07          | 11   | 1    | 1     | 0     | 5         | 1         | 17    | 2     |
| Бордо            | Итого            | 60   | 9    | 7     | 3     | 5         | 1         | 72    | 13    |
| Ницца            | 2006/07          | 16   | 3    | 1     | 0     | -         | -         | 17    | 3     |
| Ницца            | 2007/08          | 24   | 2    | 3     | 0     | -         | -         | 27    | 2     |
| Ницца            | Итого            | 40   | 5    | 4     | 0     | -         | -         | 44    | 5     |
| Всего за карьеру | Всего за карьеру | 456  | 136  | 51    | 16    | 56        | 7         | 563   | 159   |

### Статистика в сборной
| Сборная | Год   | Игр | Голов |
| ------- | ----- | --- | ----- |
| Франция | 1997  | 1   | 0     |
| Франция | 1998  | 2   | 1     |
| Франция | 1999  | 4   | 2     |
| Всего   | Всего | 7   | 3     |

| Дата            | Место                                 | № матча | Соперник      | Счёт | Гол Лаланда | Соревнование              | Прим.  |
| --------------- | ------------------------------------- | ------- | ------------- | ---- | ----------- | ------------------------- | ------ |
| 19 августа 1998 | «Эрнст Хаппель» Вена, Австрия         | 2       | Австрия       | 1:0  | 2:2         | Товарищеский матч         | [ 23 ] |
| 18 августа 1999 | «Уиндзор Парк» Белфаст, Сев. Ирландия | 4       | Сев. Ирландия | 1:0  | 1:0         | Товарищеский матч         | [ 24 ] |
| 8 сентября 1999 | «Раздан» Ереван, Армения              | 6       | Армения       | 3:1  | 3:2         | Отборочный турнир ЧЕ 2000 | [ 25 ] |